# Roxana Cannon Arsht
Roxana Cannon Arsht (18 tháng 7 năm 1915–3 tháng 10 năm 2003) là một thẩm phán người Mỹ. Bà là người phụ nữ thứ năm được nhận vào đoàn luật sư bang Delaware của Hoa Kỳ và là người đầu tiên trong lịch sử tiểu bang này giữ một chức vụ trong ngành tư pháp. Sau khi về hưu, bà tham gia hoạt động từ thiện cho đến khi qua đời. Arsht nhận được một số giải thưởng cho sự nghiệp của mình và được vinh danh vào Đại sảnh Danh vọng của Phụ nữ Delaware vào năm 1986.

## Tiểu sử
Roxana Cannon Arsht sinh ra ở góc đường Second và Adams, Wilmington, Delaware; cha mẹ bà là Samuel và Tillie Statnekoo Cannon. Cha bà là một người nhập cư từ Nga, rất coi trọng giáo dục. Sau khi theo học tại các trường công lập ở Wilmington, bà nhận bằng cử nhân nghệ thuật tại Trường Cao đẳng Goucher và tốt nghiệp cử nhân ngành Luật Đại học Pennsylvania năm 1939. Bà là một trong hai phụ nữ duy nhất tốt nghiệp trong lớp của mình. Arsht thi đỗ vào đoàn luật sư năm 1941, nhưng không thể tìm được việc làm. Cuộc sống của bà càng trở nên khó khăn hơn sau khi kết hôn với luật sư Samuel Arsht, khi bà phải làm mẹ của hai cô con gái và dành phần lớn thời gian của mình cho các hoạt động vì quyền sinh sản của phụ nữ, bao gồm cả việc tham gia vào sự phát triển của Tổ chức kế hoạch hóa của tiểu bang Delaware.
Năm 1962, Arsht bắt đầu làm việc cho Tòa án Gia đình Delaware. Chín năm sau, Thống đốc bang Delaware, ông Russell W. Peterson chính thức bổ nhiệm bà làm thẩm phán Tòa án Gia đình Delaware, qua đó giúp bà trở thành người phụ nữ đầu tiên giữ chức vụ này trong lịch sử tiểu bang. Arsht nghỉ hưu năm 1983 và bắt đầu công việc thiện nguyện. Bà cùng chồng đã đóng góp 2 triệu đô la cho chiến dịch xây dựng Hội trường Arsht trong khuôn viên chính của Đại học Delaware's Academy of Lifelong Learning (nay được gọi là Học viện Osher Lifelong Learning). Bà là một trong những phụ nữ đầu tiên phục vụ trong hội đồng quản trị của Trung tâm Y tế Delaware từ năm 1993 đến năm 1997, đồng thời là ủy viên của Hệ thống Y tế Christiana Care trong gần 30 năm. Trước khi chồng qua đời, Arsht đã quyên góp 2,5 triệu đô la để hỗ trợ việc xây dựng Trung tâm phẫu thuật lưu động mang tên mình. Bà qua đời tại Bệnh viện Christiana ở Newark, Delaware vào ngày 3 tháng 10 năm 2003.

## Di sản
Arsht là một hình mẫu cho những người phụ nữ theo đuổi công việc làm luật, tạo ra một tiền lệ cho phép những người phụ nữ khác noi theo. Bà tự mô tả mình là người "gan dạ, độc lập và không ngại thách thức hiện trạng", đồng thời được coi là một trong những phụ nữ có sức ảnh hưởng nhất tại tiểu bang Delaware trong nửa thế kỷ qua. Trong suốt cuộc đời mình, Arsht vinh dự nhận được nhiều giải thưởng, bao gồm Giải thưởng Cống hiến Xuất sắc Hạng nhất của tiểu bang Delaware, Cúp Josiah Marvel, Giải thưởng Người đi đầu và nhận được sự công nhận tại Hội nghị Quốc gia Hoa Kỳ về Công chúng và Tư pháp. Năm 1986, tên bà được đưa vào Đại sảnh Danh vọng dành cho Phụ nữ của tiểu bang Delaware.